# Łacha Siekierkowska

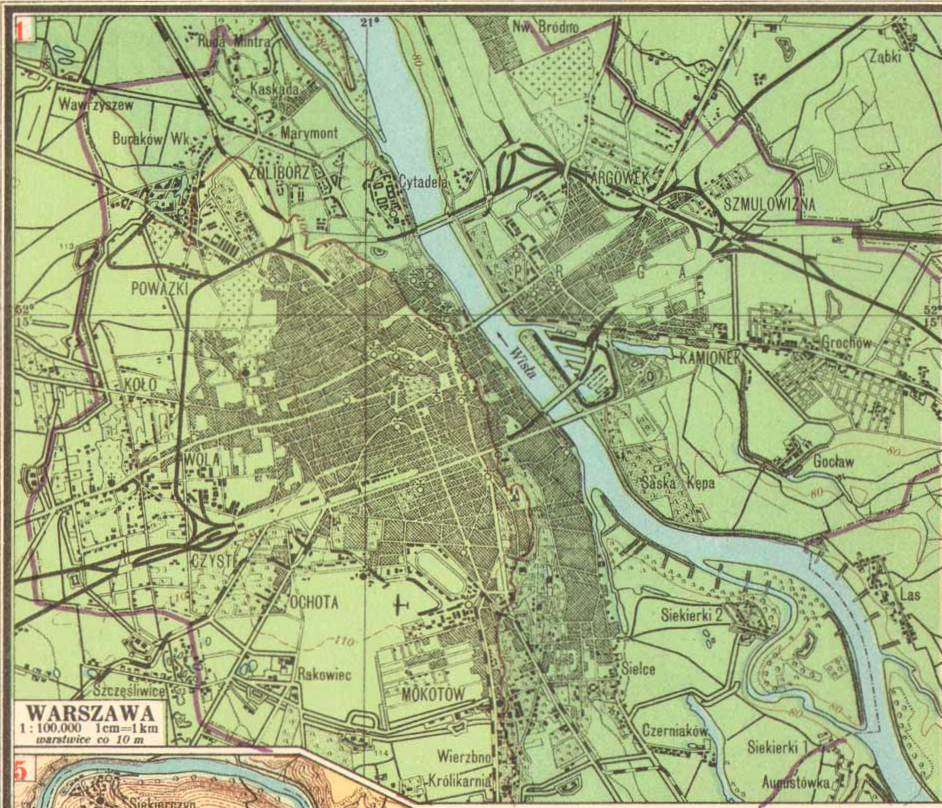
Mapa Warszawy z 1929 roku na której widać Łachę Siekierkowską. Nie została jednak zaznaczona Wilanówka.

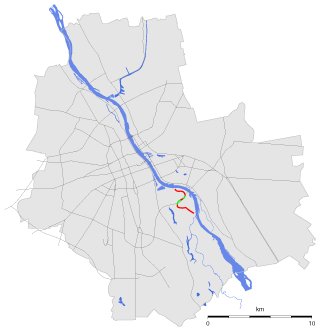
Łacha Siekierkowska - przebieg na przełomie XIX i XX w. na współczesnej mapie, odcinki istniejące obecnie są jasnozielone.

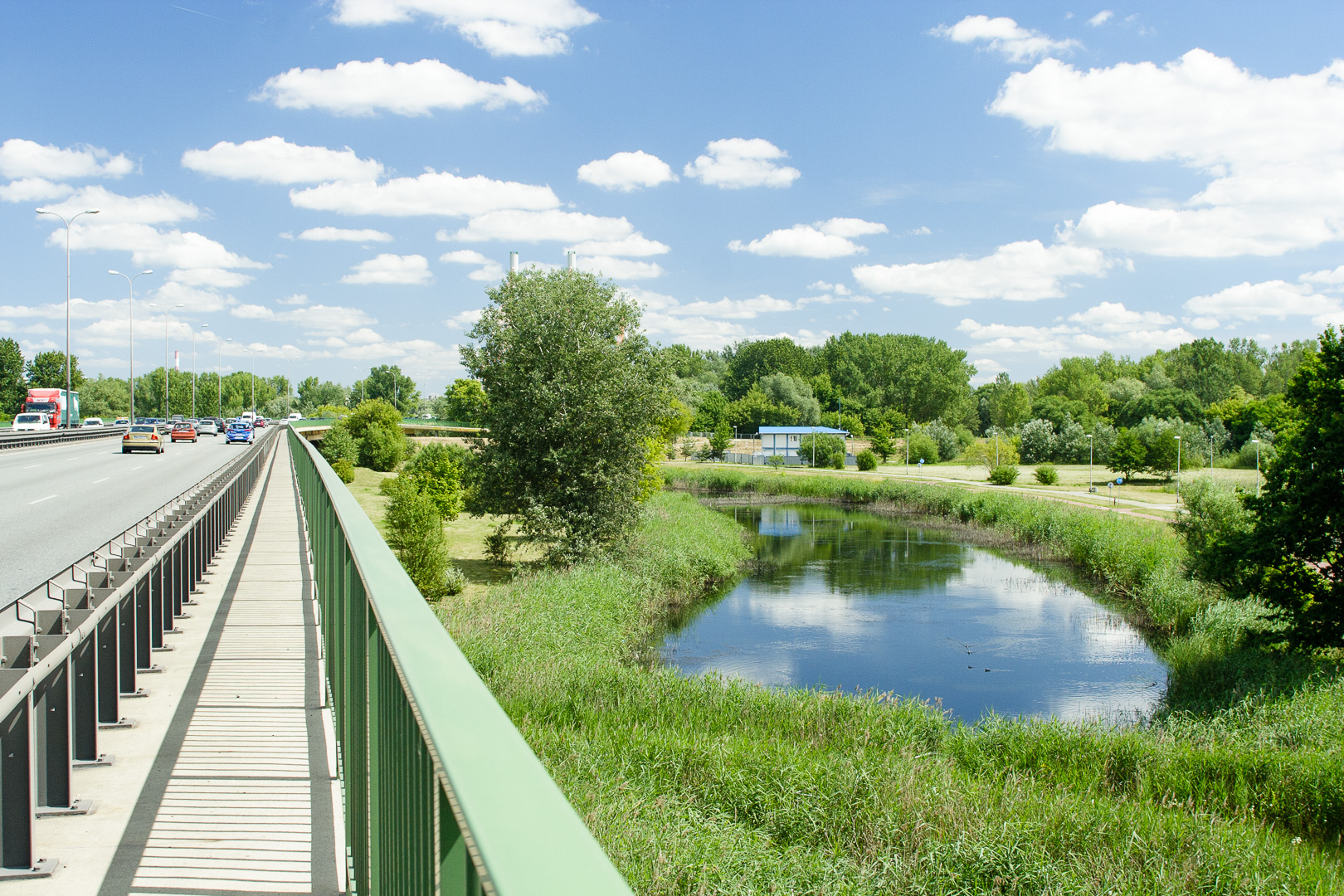
Łacha Siekierkowska – część wschodnia, widok z Trasy Siekierkowskiej.

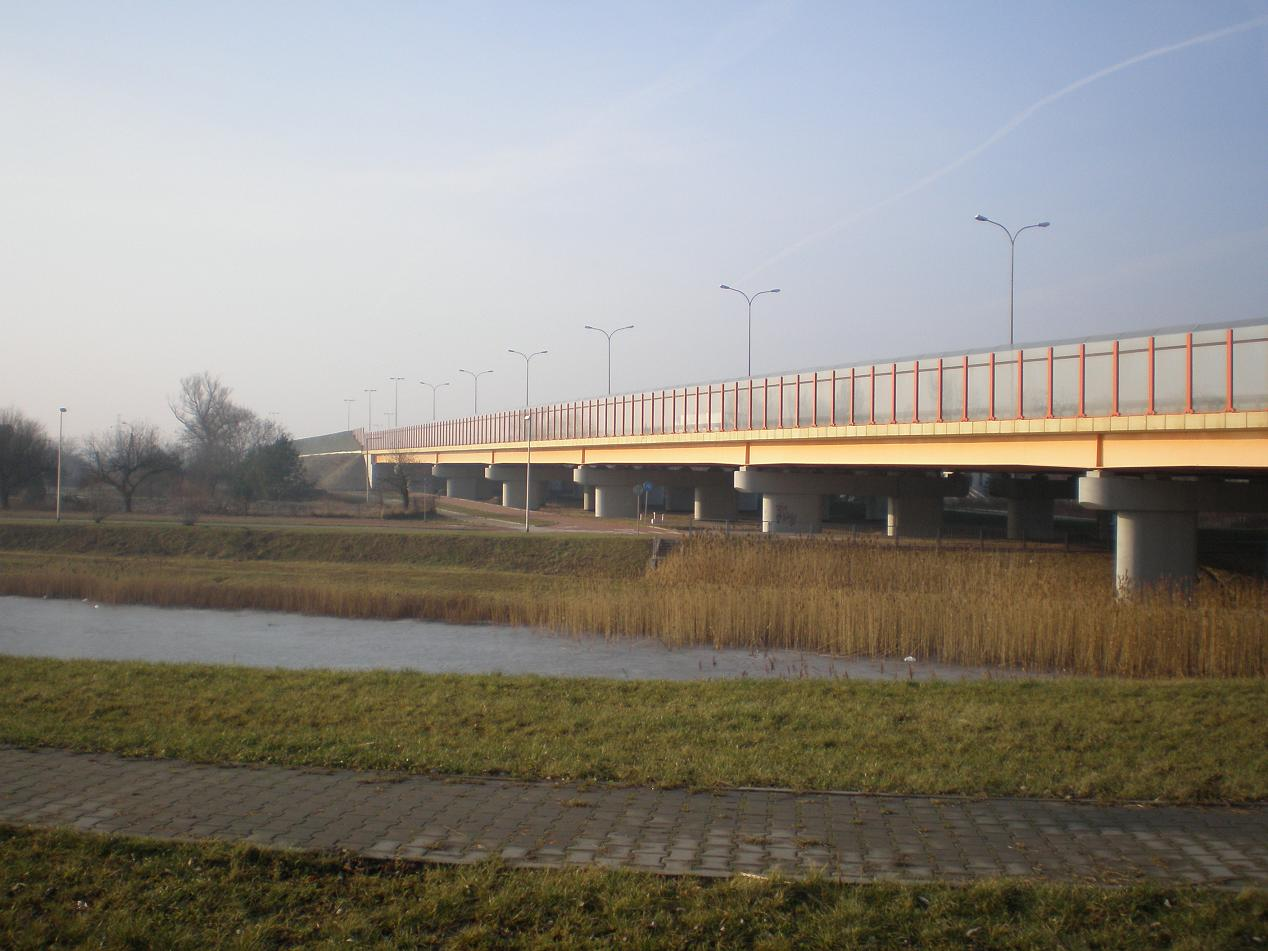
Łacha Siekierkowska – część zachodnia A, na prawo Trasa Siekierkowska.

Łacha Siekierkowska, Siekierkowska Łacha, odnoga siekierkowska, starorzecze wilanowskie – zalądowana łacha wiślana (starorzecze) w lewobrzeżnej warszawskiej dzielnicy Mokotów.
Jej pozostałością jest kilka zbiorników przy Trasie Siekierkowskiej na pograniczu Augustówki i Siekierek w pobliżu ulicy Gościniec.

## Położenie, wymiary
Łacha Siekierkowska to zalądowana łacha wiślana (starorzecze) w lewobrzeżnej warszawskiej dzielnicy Mokotów. Powstała jako dolinka smużna Wisły.
Jej pozostałością jest kilka zbiorników układających się wzdłuż sinusoidalnej linii o długości około 1200 m (same zbiorniki na odcinku ok. 820 m), przecinającej dwukrotnie Trasę Siekierkowską na pograniczu Augustówki i Siekierek w pobliżu ulicy Gościniec. Na przełomie XIX i XX wieku ciągnęła się na odcinku około 4,5 km od Wisły w ujściu Wilanówki (lub ujściowego odcinka Wilanówki) aż do Wisły w rejonie zbiegu współczesnych ulic Bartyckiej i Gościniec na Siekierkach.
Szerokość Łachy waha się obecnie od 20 do 50 m, głębokość wynosi 2–4 m.
21 września 2002 r. został przekazany do użytku pierwszy fragment Trasy Siekierkowskiej (Most Siekierkowski oraz połączenie z ulicą Czerniakowską). Przeciął on Łachę Siekierkowską.
Niektóre źródła dzielą współczesną Łachę Siekierkowską na następujące części:
- zachodnią
  - A – na południe od Trasy
  - B – na północ od Trasy
- wschodnią

Ponieważ oś Trasy Siekierkowskiej stanowi tutaj granicę obszarów Augustówka i Siekierki, części zachodnia A oraz wschodnia położone są w Augustówce, część zachodnia B na Siekierkach.
W odniesieniu do odcinka Łachy położonego na południe od opisanych wyżej zbiorników współczesnej jej części, stosowana jest czasem nazwa Łacha Czerniakowska. Ciągnie się ona na długości około 1,5 km od wału przeciwpowodziowego w rejonie ujścia Wilanówki do ulicy Antoniewskiej tuż na południe od części zachodniej A. Jest położona w całości w Augustówce. Ma tutaj długość około 1,5 km i szerokość około 80 m, jest zasypywana ziemią, śmieciami i gruzem. Planuje się przekształcenie jej w zbiornik wodny od Wilanówki aż do Trasy Siekierkowskiej.

## Wykorzystanie
Łacha wykorzystywana jako zbiornik retencyjny. Do jej zbiorników odprowadzane są wody deszczowe z odwodnienia Trasy Siekierkowskiej. W podobny sposób są wykorzystywane pobliskie Fosa Wolicka oraz Fosa Augustówka. Wszystkie te zbiorniki tworzą układ hydrograficzny.
Wzdłuż jej brzegów zlokalizowane są ścieżki spacerowe i drogi rowerowe.

## Otoczenie i historia
W sąsiedztwie zbiorników znajdują się Fosa Wolicka oraz fosa Fortu X („Augustówka”, „Siekierki”) carskiej Twierdzy Warszawa, czyli Fosa Siekierkowska. Jeziorko Czerniakowskie, Fosa Wolicka i Łacha Siekierkowska były częściami dawnego systemu wodnego.
Łacha Siekierkowska w przeszłości była końcowym odcinkiem Wilanówki. Według niektórych źródeł Wilanówka uchodziła do Wisły w rejonie Siekierek jeszcze na początku XX wieku, chociaż na mapach z przełomu XIX i XX wieku Wilanówka niemal w samym ujściu do Wisły (szerokim) rozdwaja się – część wpada do rzeki (mniej więcej tam gdzie obecnie), a część przechodzi w Łachę Siekierkowską.
Pod koniec XIX wieku na wyspie pomiędzy Łachą a Wisłą został zbudowany wspomniany Fort X Twierdzy Warszawa. Teren stał się wyspą w wyniku prac regulacyjnych podjętych po wielkiej powodzi z 1884 roku.
Część autorów uważa, że Łacha Siekierkowska przed rozpoczęciem regulacji wtedy jeszcze mającej roztokowy charakter Wisły nie była końcowym odcinkiem Wilanówki, ale lewą, mniej aktywną odnogą Wisły, do której w miejscu rozwidlenia uchodziła Wilanówka. W trakcie powodzi z 1884 roku odnoga ta [Łacha Siekierkowska] uaktywniła się, jednak podczas powodzi zimowej 1888 wejście do niej (km 504,5) uległo zamuleniu z powodu zatoru lodowego. Obszar pomiędzy odnogami nazywał się Wyspa Wilanowska.

## Przebieg na planach Warszawyoraz zdjęciach lotniczych i satelitarnych
Na mapach z przełomu XIX i XX w. Łacha rozpoczyna się w ujściu Wilanówki do Wisły. Na planach z 1919 i 1924 roku bierze początek w Wiśle w jego bezpośrednim sąsiedztwie i uchodzi z powrotem do rzeki w rejonie zbiegu współczesnych ulic Bartyckiej i Gościniec. Długość Łachy wynosi około 4,5 km. Na planie z 1919 roku zbiornik jest podpisany nazwą „Siekierkowska Łacha”.
Jednak już na zdjęciach lotniczych z 1935 i 1945 roku kończy się tam gdzie obecnie, tuż przed Wałem Zawadowskim, a dalszy odcinek jest niemal całkowicie zalądowany. Pierwsze zdjęcie nie obejmuje początku Łachy, na drugim widać, że nie ma ona połączenia z Wisłą również w górnym biegu, chociaż tutaj zaczyna się bardzo blisko rzeki.
Na planie z roku 1947 obraz jest podobny jak na zdjęciach, ponadto Łacha jest podzielona na dwa długie odcinki, na planach z lat 1950-1973 jest nieco krótsza w górnym biegu, ale tworzy jedną całość, na planach z lat 1974-1978 ma taką samą długość ale jest podzielona na 5 niepołączonych ze sobą odcinków. Na planach z lat 1980-1993 oraz z 1997/1998 zaznaczony jest tylko jeden, ostatni odcinek przy działkach pomiędzy Gwintową a Wałem Zawadowskim.
Na zdjęciu satelitarnym z 2000 roku dostępnym w Google Earth układ zbiorników jest dosyć podobny do obecnego chociaż zajmują one nieco większą długość linii, wzdłuż której są położone, jest też widoczny zasypany fragment przy ulicy Gościniec. Są one jednak niemal całkowicie zarośnięte. Wciąż widoczne są też wyraźne ślady Łachy na południu, w rejonie ulicy Grzegorza Piramowicza, w tym odcinek wyglądający jak całkowicie zarośnięty zbiornik.

## Galeria

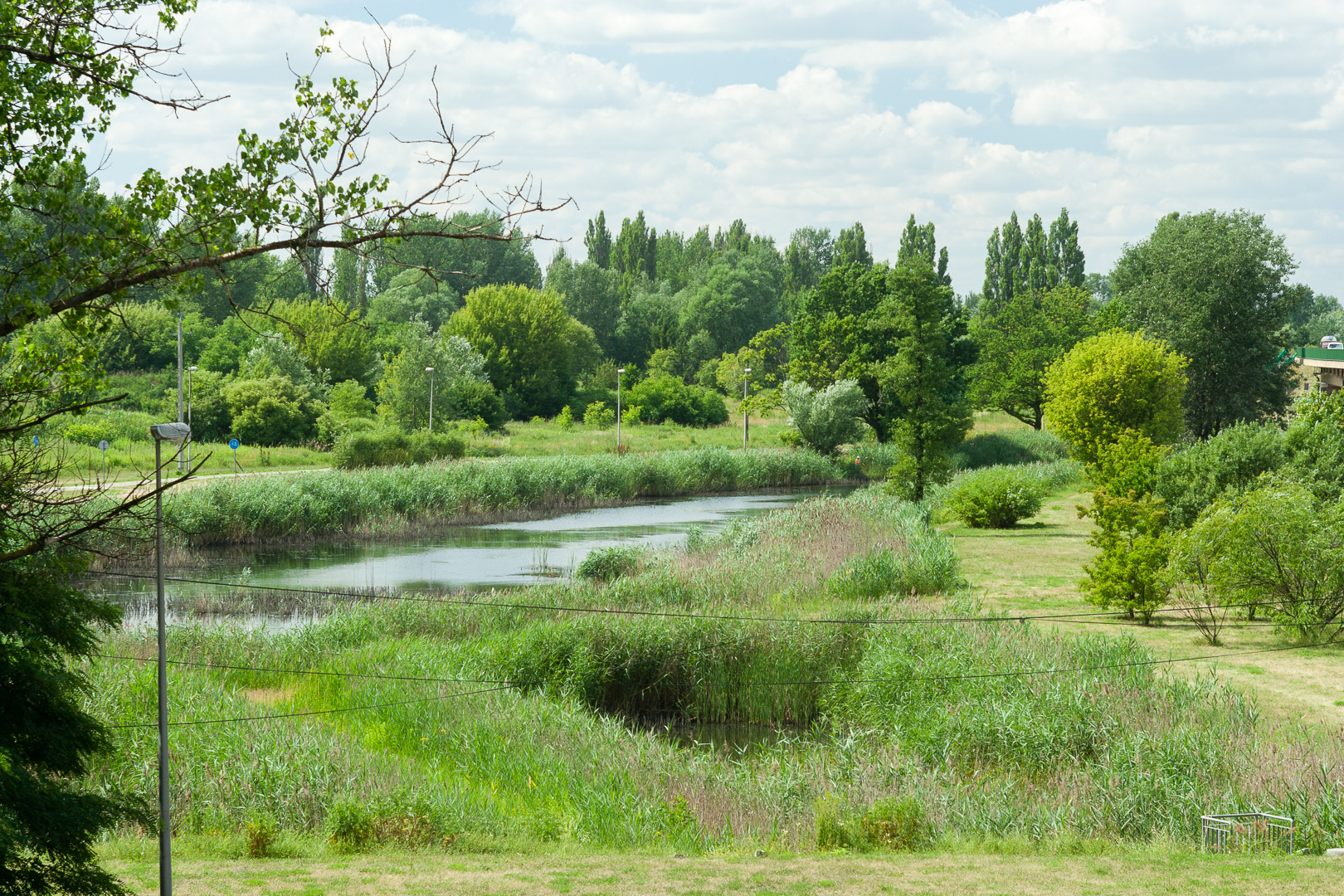
Część wschodnia.
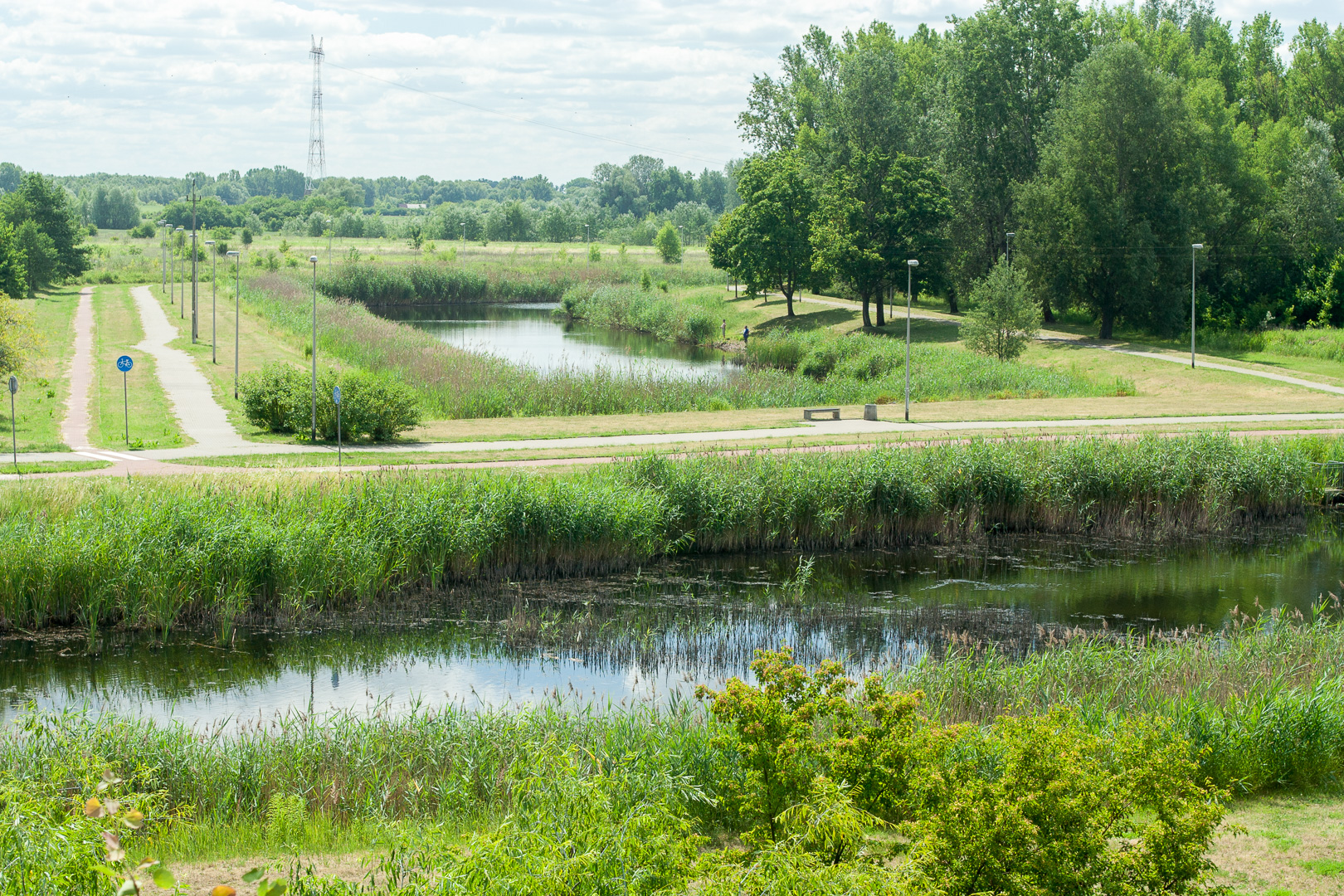
Część wschodnia, w głębi fosa Fortu X. Widok z Trasy Siekierkowskiej.
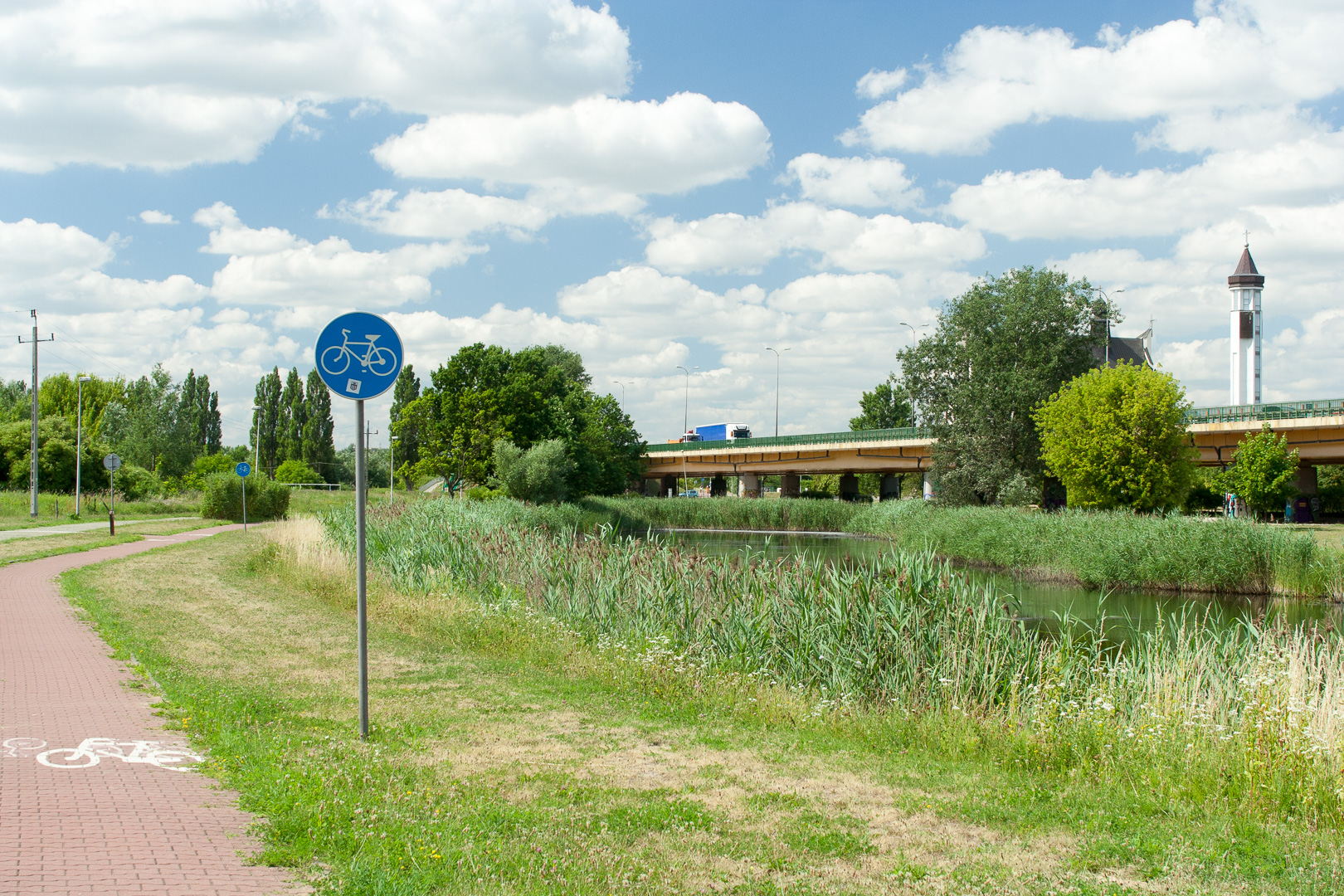
Część wschodnia, droga rowerowa.
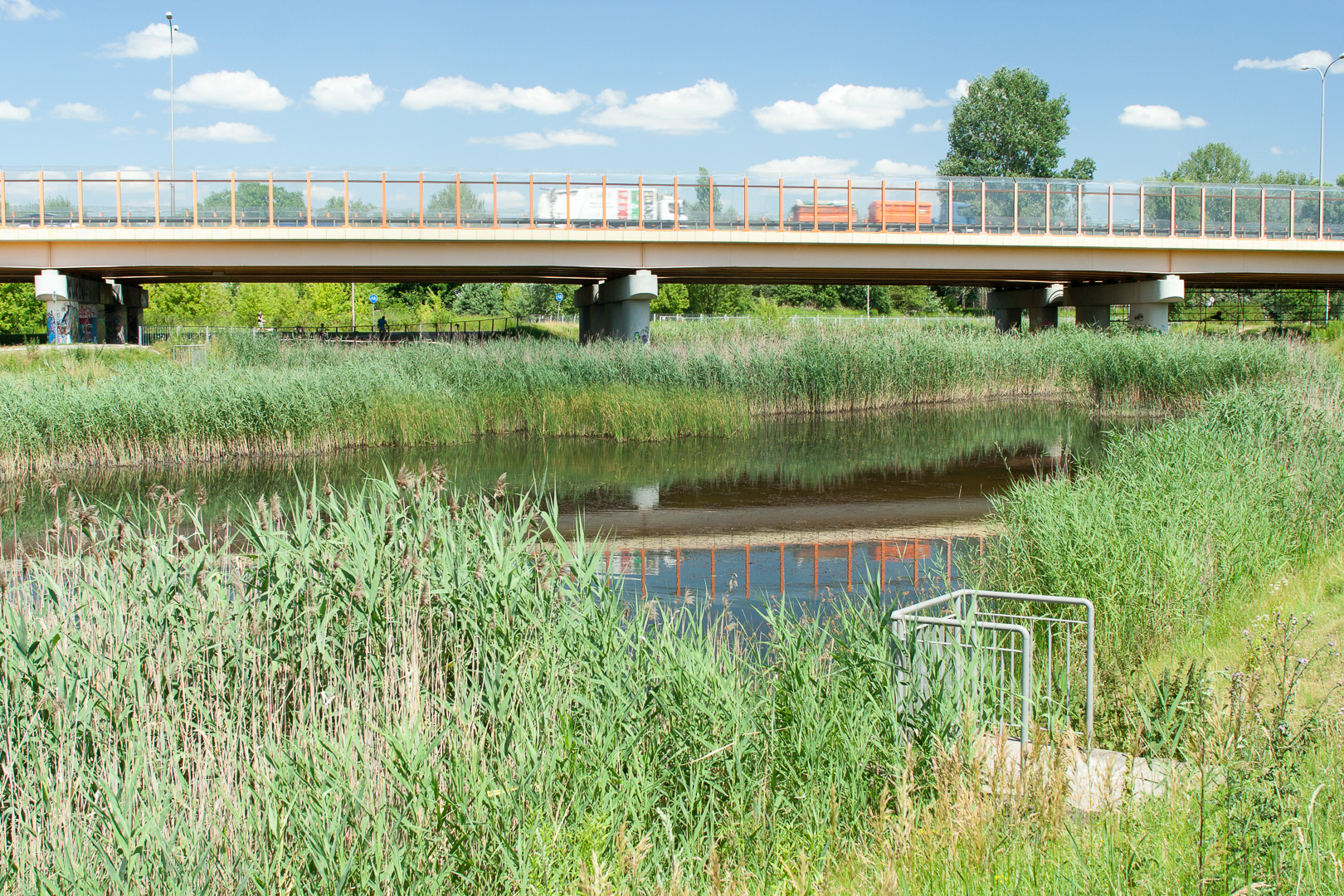
Część zachodnia A. W tle Trasa Siekierkowska.